# .mh
.mh — в Інтернеті, національний домен верхнього рівня (ccTLD) для Маршаллових островів.
Реєстрація доменних імен у даній зоні не відбувається з 1997 року. Нині немає жодного механізму зареєструвати такий домен, оскільки майданчик єдиного реєстратора вже давно не активний. Пошук за допомогою Google майданчиків тенет у даній доменній зоні не дає ніяких результатів.